# Marcius
Marcius var en romersk släkt (gens).

## Kända medlemmar
- Gaius Marcius Censorinus (militär), romersk fältherre, som stred på Marius sida mot Sulla
- Gaius Marcius Censorinus (konsul 8 f.Kr.), romersk politiker
- Gaius Marcius Figulus (konsul 162 f.Kr.), romersk politiker
- Gaius Marcius Figulus (jurist), romersk jurist och politiker, konsulskandidat 130 f.Kr..
- Gaius Marcius Figulus (konsul 64 f.Kr.), romersk politiker
- Gaius Marcius Rutilus, romersk politiker, konsul 357, 352, 344 och 342 f.Kr.
- Lucius Marcius Censorinus (konsul 149 f.Kr.), romersk politiker
- Lucius Marcius Censorinus (konsul 39 f.Kr.), romersk politiker
- Lucius Marcius Figulus, romersk sjömilitär
- Lucius Marcius Philippus (konsul 91 f.Kr.), romersk politiker
- Lucius Marcius Philippus (konsul 56 f.Kr.), romersk politiker
- Lucius Marcius Philippus (konsul 38 f.Kr.), romersk politiker
- Quintus Marcius Barea Soranus (konsul 34 e.Kr.), romersk politiker
- Quintus Marcius Barea Soranus (konsul 52 e.Kr.), romersk politiker
- Quintus Marcius Barea Sura, romersk politiker
- Quintus Marcius Crispus, romersk fältherre
- Quintus Marcius Philippus (konsul 281 f.Kr.), romersk politiker
- Quintus Marcius Philippus (konsul 186 f.Kr.), romersk politiker
- Quintus Marcius Rex (tribun), romersk politiker, folktribun 196 f.Kr.
- Quintus Marcius Rex (praetor), romersk politiker, praetor 144 f.Kr.
- Quintus Marcius Rex (konsul 118 f.Kr.), romersk politiker
- Quintus Marcius Rex (konsul 68 f.Kr.), romersk poliiker
- Quintus Marcius Tremulus, romersk politiker, konsul 306 och 288 f.Kr.
- Quintus Marcius Turbo, romersk militär